# Сан Пиетро ал Натизоне
Сан Пиѐтро ал Натизо̀не (на италиански: San Piero al Natisone, до 1869 г. San Pietro degli Schiavi, Сан Пиетро дели Скиави, на словенски: Špeter Slovenov, Шпетер Словенов, на фриулски: San Pieri dai Sclavons, Сан Пиери дай Склавонс) е село и община в Северна Италия, провинция Удине, автономен регион Фриули-Венеция Джулия. Разположено е на 175 m надморска височина. Населението на общината е 2229 души (към 2011 г.).
В общинската територия се говори особен диалект на словенския език, който има официален статус заедно с италианския и фриулския език.